# Marco Mancinelli
Marco Mancinelli (Recanati, 31 gennaio 1982) è un allenatore di calcio ed ex calciatore italiano, tecnico in seconda della Sambenedettese.

## Carriera

### Giocatore

#### Club
Ha collezionato 61 presenze in Serie B con la maglia dell'Hellas Verona.
Termina la carriera nel 2010 per un grave infortunio durante la sua militanza nel Lecco. Poiché la società proprietaria del cartellino non aveva stipulato la polizza assicurativa obbligatoria a suo beneficio, essa sarà successivamente condannata a rifondergli 100 000 euro. Sei anni più tardi, a fronte del mancato versamento della somma, Mancinelli chiede e ottiene il fallimento del club bluceleste, frattanto entrato in crisi.

#### Nazionale
Ha fatto parte della Nazionale italiana Under-20, con cui nel 2001 ha partecipato ai Giochi del Mediterraneo di Tunisi perdendo la finale con la Tunisia.

### Allenatore
Inizia la carriera da allenatore nell'ottobre 2015 in Promozione nella squadra del Villa Musone, cittadina dove è cresciuto, subentrando a Cristiano Caccia. Ottiene il settimo posto e viene riconfermato per la stagione successiva per essere poi esonerato a gennaio 2017. La stagione successiva allena la squadra Juniores della Villa Musone. Nella stagione 2019-2020 inizia come allenatore della Recanatese Juniores U19 Nazionali per poi diventare vice allenatore di Marco Alessandrini in serie D e confermato nel ruolo di vice, stavolta di Federico Giampaolo sempre in D. 
A luglio 2021 inizia a collaborare con Corrent prima nella Primavera del Verona poi sulla panchina del Mantova fino al 20 febbraio 2023 quando vengono esonerati. Il successivo 9 agosto viene nominato vice allenatore di Maurizio Lauro, in serie D, della nuova U.S. Sambenedettese, nata dalla ridenominazione del Porto d'Ascoli. Il 21 aprile 2024, a seguito dei deludenti risultati ottenuti da Lauro, viene promosso allenatore al posto di quest'ultimo esonerato. Conduce i truentini al 4º posto finale in campionato, successivamente perderà ai supplementari la finale playoff contro L'Aquila, a stagione terminata la società rossoblù decide di ricollocarlo a ruolo di vice allenatore di Ottavio Palladini insieme a Luigi Voltattorni; il 13 aprile 2025 la Sambenedettese vince il campionato salendo in Serie C.

### Statistiche da allenatore
Statistiche aggiornate al 2 aprile 2024.
| Stagione        | Squadra         | Campionato      | Campionato | Campionato | Campionato | Campionato | Coppe nazionali | Coppe nazionali | Coppe nazionali | Coppe nazionali | Coppe nazionali | Coppe continentali | Coppe continentali | Coppe continentali | Coppe continentali | Coppe continentali | Altre coppe | Altre coppe | Altre coppe | Altre coppe | Altre coppe | Totale | Totale | Totale | Totale | % Vittorie | Piazzamento |
| Stagione        | Squadra         | Comp            | G          | V          | N          | P          | Comp            | G               | V               | N               | P               | Comp               | G                  | V                  | N                  | P                  | Comp        | G           | V           | N           | P           | G      | V      | N      | P      | %          | Piazzamento |
| --------------- | --------------- | --------------- | ---------- | ---------- | ---------- | ---------- | --------------- | --------------- | --------------- | --------------- | --------------- | ------------------ | ------------------ | ------------------ | ------------------ | ------------------ | ----------- | ----------- | ----------- | ----------- | ----------- | ------ | ------ | ------ | ------ | ---------- | ----------- |
| 2023-2024       | Sambenedettese  | D               | 2+2        | 1+1        | 1+1        | 0          | CI-D            | -               | -               | -               | -               | -                  | -                  | -                  | -                  | -                  | -           | -           | -           | -           | -           | 4      | 2      | 2      | 0      | 50,00      | Sub., 4°    |
| Totale carriera | Totale carriera | Totale carriera | 4          | 2          | 2          | 0          |                 | -               | -               | -               | -               |                    | -                  | -                  | -                  | -                  |             | -           | -           | -           | -           | 4      | 2      | 2      | 0      | 50,00      |             |

## Palmarès
- Campionato italiano Serie C1: 1

Ascoli: 2001-2002
- Supercoppa di Serie C1: 1

Ascoli: 2002